# Karlsruher Sport-Club Mühlburg-Phönix 1985-1986
Questa voce raccoglie le informazioni riguardanti il Karlsruher Sport-Club Mühlburg-Phönix nelle competizioni ufficiali della stagione 1985-1986.

## Stagione
Nella stagione 1985-1986 il Karlsruhe, allenato da Lothar Buchmann e Rainer Ulrich, concluse il campionato di 2. Bundesliga al 7º posto. In Coppa di Germania il Karlsruhe fu eliminato al primo turno dall'Eintracht Treviri.

## Rosa
| N. |                     | Ruolo | Calciatore       |
| -- | ------------------- | ----- | ---------------- |
|    | Germania (bandiera) | P     | Bernd Fuhr       |
|    | Germania (bandiera) | P     | Rudolf Kargus    |
|    | Germania (bandiera) | P     | Georg Reiser     |
|    | Germania (bandiera) | D     | Edmund Becker    |
|    | Croazia (bandiera)  | D     | Srećko Bogdan    |
|    | Germania (bandiera) | D     | Stephan Groß     |
|    | Germania (bandiera) | D     | Oliver Kreuzer   |
|    | Germania (bandiera) | D     | Reiner Maurer    |
|    | Germania (bandiera) | C     | Uwe Dittus       |
|    | Germania (bandiera) | C     | Günter Franusch  |
|    | Germania (bandiera) | C     | Michael Harforth |

| N. |                     | Ruolo | Calciatore        |
| -- | ------------------- | ----- | ----------------- |
|    | Serbia (bandiera)   | C     | Milorad Pilipović |
|    | Germania (bandiera) | C     | Jürgen Schmidt    |
|    | Germania (bandiera) | C     | Lars Schmidt      |
|    | Germania (bandiera) | C     | Rainer Schütterle |
|    | Germania (bandiera) | C     | Wolfgang Trapp    |
|    | Germania (bandiera) | C     | Günter Walz       |
|    | Germania (bandiera) | A     | Achim Glückler    |
|    | Germania (bandiera) | A     | Emanuel Günther   |
|    | Germania (bandiera) | A     | Helmut Hermann    |
|    | Germania (bandiera) | A     | Michael Künast    |

## Organigramma societario
Area tecnica
- Allenatore: Rainer Ulrich
- Allenatore in seconda:
- Preparatore dei portieri:
- Preparatori atletici:

## Calciomercato

### Sessione estiva
| Acquisti | Acquisti          | Acquisti          | Acquisti |
| R.       | Nome              | da                | Modalità |
| -------- | ----------------- | ----------------- | -------- |
| D        | Srećko Bogdan     | Dinamo Zagabria   |          |
| C        | Günter Franusch   | Union Solingen    |          |
| D        | Reiner Maurer     | Stoccarda         |          |
| C        | Milorad Pilipović | Friburgo          |          |
| D        | Reinhard Stumpf   | Kickers Offenbach |          |
| C        | Wolfgang Trapp    | Union Solingen    |          |

| Cessioni | Cessioni           | Cessioni              | Cessioni |
| R.       | Nome               | a                     | Modalità |
| -------- | ------------------ | --------------------- | -------- |
| D        | Hans-Jürgen Boysen | Saarbrücken           |          |
| A        | Uwe Bühler         | Eintracht Francoforte |          |
| D        | Michael Hertwig    | TeBe Berlino          |          |
| C        | Andreas Keim       | Fortuna Düsseldorf    |          |
| A        | Joachim Löw        | Friburgo              |          |
| D        | Dietmar Roth       | Schalke 04            |          |
| D        | Klaus Theiss       | Eintracht Francoforte |          |
| C        | Telat Üzüm         | Fenerbahçe            |          |
| D        | Helmut Zahn        | Saarbrücken           |          |

### Sessione invernale
| Acquisti | Acquisti | Acquisti | Acquisti |
| R.       | Nome     | da       | Modalità |
| -------- | -------- | -------- | -------- |

| Cessioni | Cessioni        | Cessioni          | Cessioni |
| R.       | Nome            | a                 | Modalità |
| -------- | --------------- | ----------------- | -------- |
| D        | Reinhard Stumpf | Kickers Offenbach |          |

## Risultati

### 2. Bundesliga

#### Girone di andata
| Arbitro: | Matheis |

|             |           |                              |
| Günther 43’ | Marcatori | 67’ Hecking 72’ Freudenstein |

| Arbitro: | Pauly |

|           |           |                          |
| Bialon 9’ | Marcatori | 24’ Bogdan 77’ Pilipović |

| Arbitro: | Strigel |

|                        |           |             |
| Günther 23’ Künast 72’ | Marcatori | 14’ Mattern |

| Arbitro: | Tritschler |

|        |           |                           |
| Eck 1’ | Marcatori | 34’, 52’ Günther 90’ Walz |

| Arbitro: | Weber |

|                       |           |  |
| Frenken 12’ Gries 81’ | Marcatori |  |

| Arbitro: | Brehm |

|           |           |            |
| Trapp 43’ | Marcatori | 76’ Kügler |

| Arbitro: | Kriegelstein |

|                    |           |           |
| Labbadia 6’ (rig.) | Marcatori | 81’ Trapp |

| Arbitro: | Mierswa |

|                           |           |  |
| Pilipović 37’ Günther 60’ | Marcatori |  |

| Arbitro: | Hontheim |

|                 |           |            |
| Linz 37’ (rig.) | Marcatori | 67’ Künast |

| Arbitro: | Eli |

|                                                     |           |                  |
| Künast 27’, 46’ Günther 80’ (rig.) Runge 86’ (aut.) | Marcatori | 9’, 65’ Tobollik |

| Arbitro: | Kasperowski |

|            |           |  |
| Schulz 20’ | Marcatori |  |

| Arbitro: | Bodmer |

|                                      |           |  |
| Bogdan 3’ Schütterle 38’ Günther 46’ | Marcatori |  |

| Arbitro: | Wahmann |

|                                 |           |                 |
| Römer 7’ Diekmann 57’ Hotić 79’ | Marcatori | 2’, 75’ Günther |

| Arbitro: | Müller |

|                                             |           |  |
| Stumpf 11’ Pilipović 53’ (rig.) Schmidt 86’ | Marcatori |  |

| Arbitro: | Kasperowski |

|                                             |           |  |
| Abramczik 24’ Fritzsche 38’ Burgsmüller 65’ | Marcatori |  |

| Arbitro: | Ermer |

|                         |           |                 |
| Franusch 26’ Künast 32’ | Marcatori | 19’ Buchheister |

| Homburg 20 novembre 1985, ore 19:30 CET 17ª giornata | Homburg   | 0 – 0 referto | Karlsruhe | Waldstadion (2 800 spett.)\| Arbitro: \| Gangkofer \| |
| Arbitro:                                             | Gangkofer |               |           |                                                       |

| Arbitro: | Ahlenfelder |

|                        |           |  |
| Künast 27’ Schmidt 43’ | Marcatori |  |

| Arbitro: | Merk |

|                                                           |           |                                       |
| Schröder 13’ Lazaro 24’ Aussem 54’ Orkas 68’ Grabosch 90’ | Marcatori | 25’, 72’ (rig.) Pilipović 36’ Schmidt |

#### Girone di ritorno
| Arbitro: | Kautschor |

|                                                  |           |                                                 |
| Deuerling 14’ Bönisch 76’ Cestonaro 80’ Münn 89’ | Marcatori | 36’ (rig.) Pilipović 45’ Schmidt 53’ Schütterle |

| Arbitro: | Brückner |

|                                               |           |  |
| Schütterle 4’ Künast 60’ Pilipović 73’ (rig.) | Marcatori |  |

| Arbitro: | Bruch |

|              |           |               |
| Saternus 78’ | Marcatori | 31’ Pilipović |

| Arbitro: | Steinborn |

|                |           |  |
| Schütterle 48’ | Marcatori |  |

| Arbitro: | Osmers |

|            |           |              |
| Künast 82’ | Marcatori | 6’ Delzepich |

| Arbitro: | Retzmann |

|            |           |            |
| Kügler 77’ | Marcatori | 54’ Bogdan |

| Arbitro: | Krug |

|                                            |           |               |
| Künast 10’, 13’ Schmidt 46’ Schütterle 67’ | Marcatori | 80’ Scheepers |

| Arbitro: | Dellwing |

|  |           |                                 |
|  | Marcatori | 31’ (rig.) Bogdan 75’ Pilipović |

| Arbitro: | Merk |

|                       |           |          |
| Maurer 58’ Künast 70’ | Marcatori | 49’ Grau |

| Arbitro: | Reinstädtler |

|  |           |                      |
|  | Marcatori | 46’ Trapp 62’ Dittus |

| Arbitro: | Kriegelstein |

|                                     |           |                               |
| Schmidt 7’ Pilipović 16’ Maurer 60’ | Marcatori | 43’ (rig.) Stickroth 72’ Sané |

| Arbitro: | Wuttke |

|                 |           |  |
| Grillemeier 30’ | Marcatori |  |

| Arbitro: | Werner |

|                |           |                        |
| Schütterle 31’ | Marcatori | 53’ Pontzen 55’ Lefkes |

| Arbitro: | Theobald |

|                        |           |              |
| Kmiecik 38’ Merkle 54’ | Marcatori | 9’ Pilipović |

| Arbitro: | Scheuerer |

|                        |           |                          |
| Schmidt 68’ Maurer 87’ | Marcatori | 18’ Abramczik 19’ Dauber |

| Arbitro: | Osmers |

|                                   |           |  |
| Plagge 15’ Pahl 54’ Ellmerich 77’ | Marcatori |  |

| Arbitro: | Bodmer |

|                                         |           |  |
| Schütterle 21’ Künast 24’ Pilipović 44’ | Marcatori |  |

| Arbitro: | Heitmann |

|                    |           |  |
| Ozaki 71’ Kohn 83’ | Marcatori |  |

| Arbitro: | Barnick |

|                        |           |                        |
| Günther 22’ Künast 53’ | Marcatori | 75’ Kropp 77’ Grabosch |

### Coppa di Germania
| Arbitro: | Paulus |

|                         |           |  |
| Kohr 54’, 59’ Eimer 81’ | Marcatori |  |

## Statistiche

### Statistiche di squadra
| Competizione      | Punti | In casa | In casa | In casa | In casa | In casa | In casa | In trasferta | In trasferta | In trasferta | In trasferta | In trasferta | In trasferta | Totale | Totale | Totale | Totale | Totale | Totale | DR  |
| Competizione      | Punti | G       | V       | N       | P       | Gf      | Gs      | G            | V            | N            | P            | Gf           | Gs           | G      | V      | N      | P      | Gf     | Gs     | DR  |
| ----------------- | ----- | ------- | ------- | ------- | ------- | ------- | ------- | ------------ | ------------ | ------------ | ------------ | ------------ | ------------ | ------ | ------ | ------ | ------ | ------ | ------ | --- |
| 2. Bundesliga     | 43    | 19      | 13      | 4       | 2       | 42      | 18      | 19           | 4            | 5            | 10           | 22           | 32           | 38     | 17     | 9      | 12     | 64     | 50     | +14 |
| Coppa di Germania | -     | 0       | 0       | 0       | 0       | 0       | 0       | 1            | 0            | 0            | 1            | 0            | 3            | 1      | 0      | 0      | 1      | 0      | 3      | -3  |
| Totale            | 43    | 19      | 13      | 4       | 2       | 42      | 18      | 20           | 4            | 5            | 11           | 22           | 35           | 39     | 17     | 9      | 13     | 64     | 53     | +11 |

### Andamento in campionato
| Giornata  | 1  | 2 | 3 | 4 | 5 | 6 | 7 | 8 | 9 | 10 | 11 | 12 | 13 | 14 | 15 | 16 | 17 | 18 | 19 | 20 | 21 | 22 | 23 | 24 | 25 | 26 | 27 | 28 | 29 | 30 | 31 | 32 | 33 | 34 | 35 | 36 | 37 | 38 |
| --------- | -- | - | - | - | - | - | - | - | - | -- | -- | -- | -- | -- | -- | -- | -- | -- | -- | -- | -- | -- | -- | -- | -- | -- | -- | -- | -- | -- | -- | -- | -- | -- | -- | -- | -- | -- |
| Luogo     | C  | T | C | T | T | C | T | C | T | C  | T  | C  | T  | C  | T  | C  | T  | C  | T  | T  | C  | T  | C  | C  | T  | C  | T  | C  | T  | C  | T  | C  | T  | C  | T  | C  | T  | C  |
| Risultato | P  | V | V | V | P | N | N | V | N | V  | P  | V  | P  | V  | P  | V  | N  | V  | P  | P  | V  | N  | V  | N  | N  | V  | V  | V  | V  | V  | P  | P  | P  | N  | P  | V  | P  | N  |
| Posizione | 15 | 8 | 7 | 5 | 8 | 9 | 8 | 6 | 5 | 3  | 7  | 6  | 8  | 6  | 7  | 6  | 6  | 4  | 6  | 8  | 6  | 5  | 5  | 6  | 7  | 4  | 4  | 3  | 2  | 2  | 4  | 4  | 6  | 4  | 7  | 5  | 8  | 7  |

Legenda:

Luogo: C = Casa; T = Trasferta. Risultato: V = Vittoria; N = Pareggio; P = Sconfitta.

### Statistiche dei giocatori
| Giocatore     | 2. Bundesliga | 2. Bundesliga | 2. Bundesliga | 2. Bundesliga | Coppa di Germania | Coppa di Germania | Coppa di Germania | Coppa di Germania | Totale   | Totale | Totale      | Totale     |
| Giocatore     | Presenze      | Reti          | Ammonizioni   | Espulsioni    | Presenze          | Reti              | Ammonizioni       | Espulsioni        | Presenze | Reti   | Ammonizioni | Espulsioni |
| ------------- | ------------- | ------------- | ------------- | ------------- | ----------------- | ----------------- | ----------------- | ----------------- | -------- | ------ | ----------- | ---------- |
| E. Becker     | 7             | 0             | 2             | 0             | 1                 | 0                 | 1                 | 0                 | 8        | 0      | 3           | 0          |
| S. Bogdan     | 38            | 4             | 2             | 0             | 1                 | 0                 | 1                 | 0                 | 39       | 4      | 3           | 0          |
| U. Dittus     | 22            | 1             | 3             | 0             | 1                 | 0                 | 0                 | 0                 | 23       | 1      | 3           | 0          |
| G. Franusch   | 28            | 1             | 4             | 1             | 1                 | 0                 | 0                 | 0                 | 29       | 1      | 4           | 1          |
| B. Fuhr       | 31            | 0             | 0             | 0             | 0                 | 0                 | 0                 | 0                 | 31       | 0      | 0           | 0          |
| A. Glückler   | 1             | 0             | 0             | 0             | 0                 | 0                 | 0                 | 0                 | 1        | 0      | 0           | 0          |
| S. Groß       | 7             | 0             | 1             | 0             | 1                 | 0                 | 0                 | 0                 | 8        | 0      | 1           | 0          |
| E. Günther    | 36            | 10            | 9             | 0             | 1                 | 0                 | 0                 | 0                 | 37       | 10     | 9           | 0          |
| M. Harforth   | 33            | 0             | 1             | 0             | 1                 | 0                 | 0                 | 0                 | 34       | 0      | 1           | 0          |
| H. Hermann    | 2             | 0             | 0             | 0             | 0                 | 0                 | 0                 | 0                 | 2        | 0      | 0           | 0          |
| R. Kargus     | 7             | 0             | 0             | 0             | 1                 | 0                 | 0                 | 0                 | 8        | 0      | 0           | 0          |
| O. Kreuzer    | 13            | 0             | 1             | 0             | 0                 | 0                 | 0                 | 0                 | 13       | 0      | 1           | 0          |
| M. Künast     | 34            | 13            | 0             | 0             | 1                 | 0                 | 0                 | 0                 | 35       | 13     | 0           | 0          |
| R. Maurer     | 25            | 3             | 3             | 0             | 1                 | 0                 | 1                 | 0                 | 26       | 3      | 4           | 0          |
| M. Pilipović  | 35            | 12            | 3             | 1             | 0                 | 0                 | 0                 | 0                 | 35       | 12     | 3           | 1          |
| G. Reiser     | 0             | 0             | 0             | 0             | 0                 | 0                 | 0                 | 0                 | 0        | 0      | 0           | 0          |
| J. Schmidt    | 36            | 7             | 2             | 0             | 1                 | 0                 | 0                 | 0                 | 37       | 7      | 2           | 0          |
| L. Schmidt    | 33            | 0             | 5             | 1             | 1                 | 0                 | 0                 | 0                 | 34       | 0      | 5           | 1          |
| R. Schütterle | 35            | 7             | 2             | 0             | 0                 | 0                 | 0                 | 0                 | 35       | 7      | 2           | 0          |
| R. Stumpf     | 9             | 1             | 1             | 0             | 0                 | 0                 | 0                 | 0                 | 9        | 1      | 1           | 0          |
| W. Trapp      | 28            | 3             | 8             | 0             | 0                 | 0                 | 0                 | 0                 | 28       | 3      | 8           | 0          |
| G. Walz       | 25            | 1             | 2             | 0             | 0                 | 0                 | 0                 | 0                 | 25       | 1      | 2           | 0          |